# Île Montagu
Pour les articles homonymes, voir Montagu (homonymie).
L'île Montagu (anglais : Montagu Island, espagnol : Isla Jorge) est la plus grande des îles Sandwich du Sud, située dans l'océan Atlantique à environ 1 560 km des côtes de l'Antarctique.
Cette île inhabitée mesure 10 sur 12 km, avec 90 % de sa surface couverte en permanence de glace. Le volcan mont Belinda est une particularité géographique notable, culminant à 1 370 mètres au-dessus de la mer.
L'île fut pour la première fois signalée par James Cook en 1775, et nommée d'après John Montagu, 4e comte de Sandwich et premier Lord de l'Amirauté au moment de sa découverte.
En novembre 2005, des images satellites montrent qu'une éruption du mont Belinda a créé une coulée de lave de 90 mètres vers le nord de l'île.  Cet évènement a accru la superficie de l'île de 0,2 km2, et fournit les premières observations scientifiques d'une éruption volcanique sur de la glace.

## Iconographie

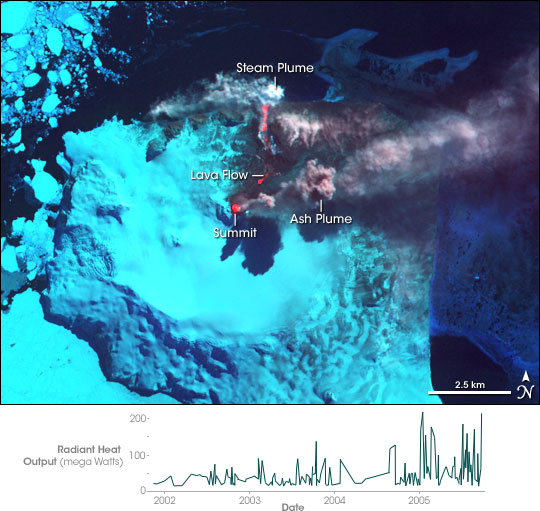
L'éruption du Mont Belinda en 2005.
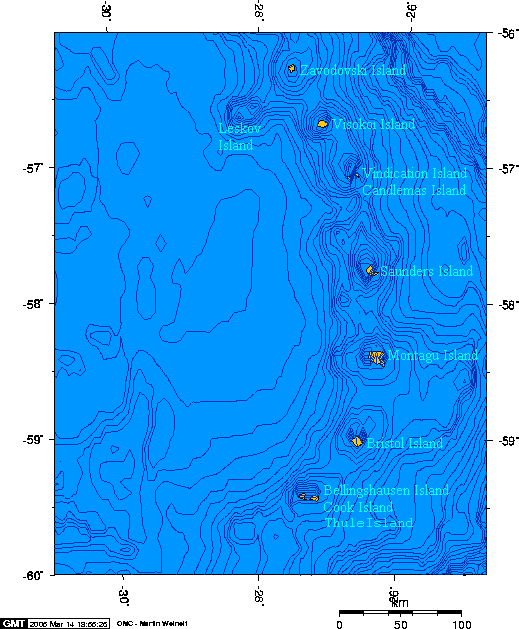
Carte des îles Sandwich du Sud

### Webographie
- Ressources relatives à la géographie :   - Antarctic Names
  - Global Volcanism Program
  - Volcano Global Risk Identification and Analysis Project
- First recorded eruption of Mount Belinda volcano (Montagu Island), South Sandwich Islands, Bull Volcanol (2005) 67:415–422 (PDF)